# Chohal
Chohal là một thị trấn thống kê (census town) của quận Hoshiarpur thuộc bang Punjab, Ấn Độ.

## Nhân khẩu
Theo điều tra dân số năm 2001 của Ấn Độ, Chohal có dân số 7433 người. Phái nam chiếm 59% tổng số dân và phái nữ chiếm 41%. Chohal có tỷ lệ 71% biết đọc biết viết, cao hơn tỷ lệ trung bình toàn quốc là 59,5%: tỷ lệ cho phái nam là 78%, và tỷ lệ cho phái nữ là 62%. Tại Chohal, 16% dân số nhỏ hơn 6 tuổi.